# The Inn of the Sixth Happiness
The Inn of the Sixth Happiness') là một bộ phim điện ảnh của đạo diễn Mark Robson, công chiếu ngày 23 tháng 11 năm 1958.

## Nội dung
Truyện phim phỏng theo tiểu thuyết Người đàn bà nhỏ (The small woman) năm 1957 của văn sĩ Alan Burgess về cuộc đời nữ tu Chân Ái.
Vào những năm 1930 hỗn loạn, cô hầu bàn người Anh Gladys Aylward theo ơn gọi của Thiên Chúa đã mưu cầu đến Trung Hoa để truyền giáo. Vượt qua khó khăn về tài chánh cùng những rối ren thời cuộc lúc bấy giờ, không màng đến hiểm nguy, cô đã đến một vùng đất hẻo lánh, nghèo nàn lạc hậu tại miền Hoa Bắc. Cùng với bà Jeannie Lawson - một nhà truyền giáo kỳ cựu - họ bèn mở một khách điếm tên Lục Phúc. Khách điếm ngoài mục đích dùng làm nơi tá túc cho tha nhân thì còn là nơi chốn để họ rao tin mừng cho mọi người sau bữa ăn chiều.
Dần dà, với một đức tin mãnh liệt, cùng tấm lòng chân ái và nghị lực phi thường, Gladys đã được tất cả dân bản xứ đều hết lòng tin yêu. Đồng thời cũng nẩy sinh một mối tình giữa cô và Lân – một sĩ quan Hán lai Hà Lan rất lạnh lùng. Khi chiến tranh Trung-Nhật bùng nổ, cũng là lúc Gladys nhận ra đâu là mối phúc hạnh thứ sáu để cô phải hoàn thành một sứ mệnh vô cùng cam go mà Chúa ban.

### Kỹ thuật

Một cảnh quay được thực hiện tại Wales.

## Sản xuất

### Diễn xuất
- Ingrid Bergman... Gladys Aylward
- Curt Jürgens... Đại úy Lân Nam
- Robert Donat... Tri phủ Dương Thành
- Michael David... Phúc Á
- Athene Seyler... Jeannie Lawson
- Ronald Squire... Sir Francis Jamison
- Moultrie Kelsall... Bác sĩ Robinson
- Richard Wattis... Ngài Murfin
- Peter Chong... Lão Dương
- Châu Thái Cần... Tiểu Lan
- Edith Sharpe... Tùy viên sứ quán Hoa lục
- Joan Young... Đầu bếp của Sir Francis
- Lian-Shin Yang... Người đàn bà ẵm con
- Noel Hood... Cô Thompson
- Burt Kwouk... Thằng Lý
- André Mikhelson... Chính ủy Hồng quân